# Bill Lomas

Bill Lomas (l.) zusammen mit John Surtees (r.) 1956 bei der Dutch TT

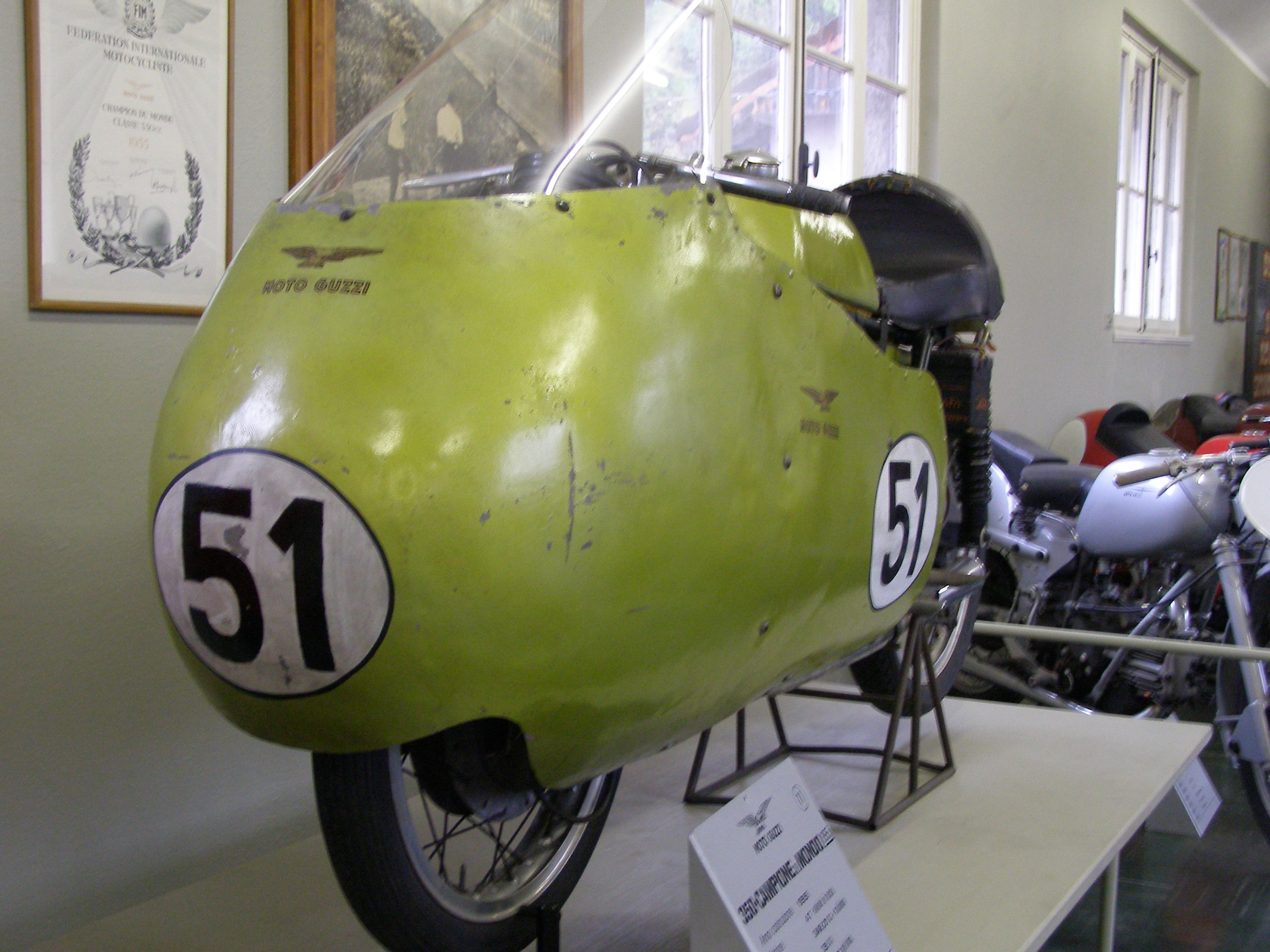
Lomas' Weltmeistermaschine von 1955 im Museum in Mandello del Lario

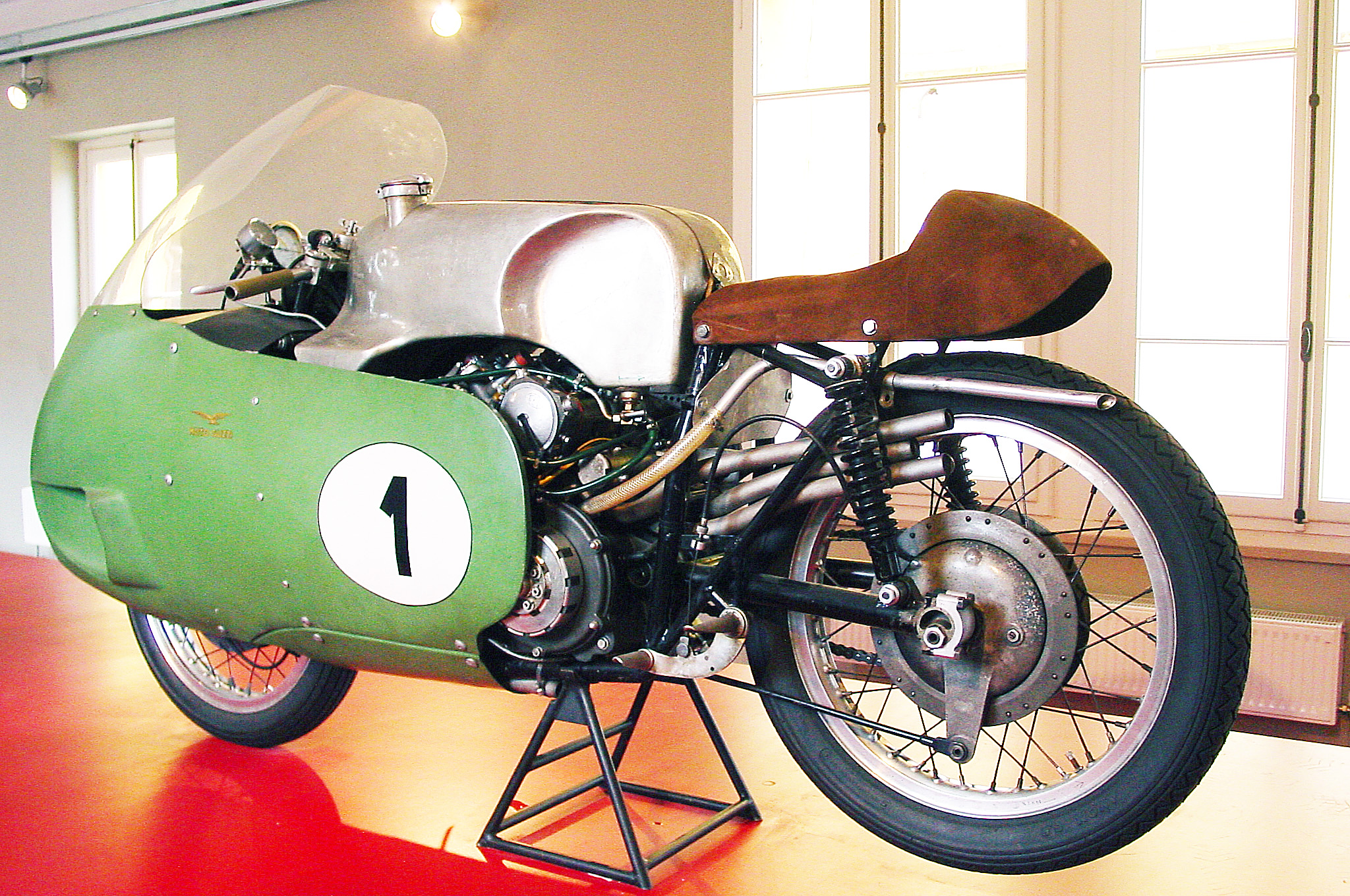
Eine Moto Guzzi V8 wie sie u. a. Lomas 1956 pilotierte

William „Bill“ Lomas (* 8. März 1928 in Alfreton, Derbyshire, England; † 14. August 2007 in Mansfield, England) war ein britischer Motorradrennfahrer. 1955 und 1956 wurde er mit Moto Guzzi Weltmeister in der 350-cm³-Klasse.

## Karriere
Bill Lomas bestritt in seiner Karriere Rennen auf ca. 30 unterschiedlichen Maschinen der Marken Royal Enfield, Velocette, A.J.S., Matchless, NSU, Benelli, MV Agusta und Moto Guzzi. In seiner Epoche, die von vielen als das Goldene Zeitalter des Motorradrennsports angesehen wird, galt er, zusammen mit Fahrern wie Geoff Duke, Bob McIntyre, John Surtees und Carlo Ubbiali, als einer der besten Piloten seiner Zeit.
Neben seinen Qualitäten als Straßenrennfahrer bewies Lomas sich auch als ein exzellenter Trial-Pilot und als fähiger Ingenieur, der dafür bekannt war, Motorräder sehr gut weiterentwickeln zu können.
Bill Lomas debütierte 1950 auf einer Velocette in der 350-cm³-Klasse der Motorrad-WM und trat bis 1952 nur sporadisch bei Grand-Prix-Rennen an.
Ab 1955 war er Stammpilot bei den 350ern und startete für den italienischen Hersteller Moto Guzzi. Bereits im ersten Jahr konnte Bill Lomas vier der sieben ausgetragenen Rennen in dieser Klasse gewinnen und bei zwei weiteren auf den zweiten Platz fahren. Da zu dieser Zeit nur die besten vier Resultate in die WM-Wertung einflossen, holte sich Lomas mit der Maximalpunktzahl von 32 Zählern die WM-Krone, 14 Punkte vor seinem ärgsten Verfolger, Markenkollege Dickie Dale. Des Weiteren gelang Bill Lomas in diesem Jahr auf MV Agusta der Sieg in der 250-cm³-Klasse bei der Tourist Trophy, für Moto Guzzi gewann er außerdem noch den Ulster Grand Prix in der 500-cm³-Klasse. Leider verlor er durch ein Versehen beim Tanken in der 250er Klasse in Assen die Punkte, später im Herbst, als er schon als 250er Weltmeister für MV gefeiert worden war.
1956 verteidigte Bill Lomas seinen 350er-WM-Titel souverän. Er gewann drei 350er-Grand-Prix und hatte im Gesamtklassement sieben Zähler Vorsprung vor dem Zweitplatzierten, dem Deutschen August Hobl auf DKW. Außerdem startete er in dieser Saison auch auf der legendären Moto Guzzi V8, mit der er bei der Dutch TT in Assen den fünften Platz einfuhr.
Ein schwerer Unfall im Frühjahr 1957 im italienischen Imola zwang Bill Lomas dazu, seine Karriere im Alter von nur 29 Jahren zu beenden.
Lomas wirkte 1957 in dem Film Fidanzati della morte von Romolo Marcellini mit und eröffnete später mehrere Motorradgeschäfte. Er war außerdem ein gern gesehener Gast bei Veteranenrennen und reiste als Botschafter seines Sports um die Welt.
Bill Lomas starb am 14. August 2007 im Kingsville Hospital im englischen Mansfield, im Alter von 79 Jahren, an den Folgen eines Herzinfarkts.

## Statistik

### Erfolge
- 1955 – 250-cm³-Vizeweltmeister auf Moto Guzzi
- 1955 – 350-cm³-Weltmeister auf Moto Guzzi
- 1956 – 350-cm³-Weltmeister auf Moto Guzzi
- 9 Grand-Prix-Siege
- 3 Ulster-Grand-Prix-Siege

### Isle-of-Man-TT-Siege
| Jahr | Klasse           | Maschine   | Durchschnittsgeschwindigkeit |
| ---- | ---------------- | ---------- | ---------------------------- |
| 1955 | Lightweight 250  | MV Agusta  | 71,37 mph (114,86 km/h)      |
| 1955 | Junior (350 cm³) | Moto Guzzi | 92,33 mph (148,59 km/h)      |

### In der Motorrad-Weltmeisterschaft
| Saison | Klasse  | Ergebnis    | Maschine   | Siege |
| ------ | ------- | ----------- | ---------- | ----- |
| 1950   | 350 cm³ | 7.          | Velocette  | 0     |
| 1951   | 250 cm³ | 12.         | Velocette  | 0     |
| 1951   | 350 cm³ | 11.         | Velocette  | 0     |
| 1952   | 125 cm³ | 8.          | MV Agusta  | 0     |
| 1952   | 350 cm³ | 7.          | A.J.S.     | 0     |
| 1952   | 500 cm³ | 13.         | MV Agusta  | 0     |
| 1955   | 125 cm³ | 9.          | MV Agusta  | 0     |
| 1955   | 250 cm³ | 2.          | MV Agusta  | 1     |
| 1955   | 350 cm³ | Weltmeister | Moto Guzzi | 4     |
| 1955   | 500 cm³ | 6.          | Moto Guzzi | 1     |
| 1956   | 350 cm³ | Weltmeister | Moto Guzzi | 3     |
| 1956   | 500 cm³ | 16.         | Moto Guzzi | 0     |

## Verweise